# Parque nacional de Chandoli
El parque nacional de Chandoli (en marathi: चांदोली राष्ट्रीय उद्यान) es un parque nacional de la India, en el distrito de Sangli, dentro del estado de Maharastra. Tiene una extensión de 317,67 kilómetros cuadrados y fue creado en mayo de 2004. Anteriormente, fue un "santuario de la vida salvaje", declarado como tal en el año 1985.
El parque de Chandoli destaca como la porción meridional de la reserva del tigre de Sahyadri, con el santuario de la vida salvaje de Koyna formando la parte septentrional de la reserva.

## Flora
Los tipos de bosque que se ven aquí son una mezcla de bosques húmedos de la costa malabar y bosques caducifolios del norte de los Ghats Occidentales. En los bosques perennes enanos, algunas especies arbóreas vistas aquí son Memecylon umbellatum, jambul, Actinodaphne (angustifolia), Ficus glomerata o F. racemosa, Olea (diocia), katak Bridelia retusa, Lagerstroemia lanceolata, kinjal Terminalia paniculata, kokum Garcinia indica y "phanasi" Carallia brachiata. 
Otros árboles que dominan el paisaje se incluyen laurel indio, grosellero de la India (Phyllanthus emblica), Ficus hispida y "harra" o Terminalia chebula.
Hierbas que se ven comúnmente aquí incluyen "bangala" (Andropogon dongari) o Chrysopogon fulvus, Heteropogon contortus, Cenchrus ciliaris, Themeda quadrivalvis y herbáceas pertenecientes a la familia Poaceae, como la Aristida funiculata Archivado el 7 de diciembre de 2011 en Wayback Machine.. Especies de plantas insectívoras como Droseras y Utricularia se encuentran también en esta zona protegida.

## Fauna
Cerca de 23 especies de mamíferos, 122 de aves, 20 especies de anfibios y reptiles se sabe que residen en los bosques de Chandoli.
Tigres de Bengala, leopardos, gaures, gato de Bengala, osos perezosos y ardilla malabar son bastante frecuentes aquí.
También están presentes ungulados que son presas de los depredadores: muntíaco, sambar, ciervo ratón de Sri Lanka (Moschiola meminna) y sasin. Un censo llevado a cabo en 2002 por el Departamento Forestal muestran un incremento en el número de tigres, leopardos, gaures, ciervos ratón sambares, osos perezosos y sasines. Un censo similar del año 2004 mostró un alza de la población de gaur en la División de la Vida Salvaje de Kolhapur de 88 hasta 243.